# اوربیت بیاند
اوربیت بیاند (انگلیسی: OrbitBeyond) شرکت هوافضای آمریکایی است، که در سال ۲۰۱۸ تأسیس شد.